# Jean-Baptiste Louis Gros
Il barone Jean-Baptiste Louis Gros (Ivry-sur-Seine, 8 febbraio 1793 – Parigi, 17 agosto 1870) è stato un diplomatico, nobile e fotografo francese.

## Biografia
Entrato nel servizio diplomatico francese nel 1823, ottenne il titolo di barone nel 1829 durante la Restaurazione borbonica. Prestò servizio a Bogotà (1838–1842) come chargé d'affaires durante la guerra civile colombiana e poi rimase in America Latina, prima di essere richiamato in Europa ed inviato come ministro plenipotenziario ad Atene nel 1850.
Prestò servizio come ambasciatore francese a Londra (1852–1863), viaggiando molto anche in oriente, soprattutto in Cina ed in Giappone tra il 1857 ed il 1858. Fu comandante delle truppe francesi durante la spedizione anglo-inglese in Cina (1856-1860). Il 9 ottobre 1858, concluse a Edo il trattato di amicizia e commercio tra Francia e Giappone, del quale fu firmatario; questo trattato stabilì le prime relazioni diplomatiche tra i due imperi.
Nel settembre del 1858 fu nominato senatore e restò in carica fino alla sua morte.
Fu uno dei pionieri della fotografia, in particolare immortalando l'Acropoli di Atene e per i dagherrotipi scattati nei paesaggi dell'America Latina. Fu membro della Royal Photographic Society e fotografò inoltre la Grande Esibizione tenutasi nel 1851 a Londra.